# Eridantes
Eridantes és un gènere d'aranyes araneomorfes de la subfamília Erigoninae, dins de la família Linyphiidae.
Fou descrit per primera vegada per C. R. Crosby & S. C. Bishop l'any 1933.

## Distribució
Es pot trobar a l'Amèrica del Nord.

## Llista d'espècies
Segons The World Spider Catalog 12.0:
- E. diodontos, Prentice & Redak, 2013 – USA, Mèxic
- E. erigonoides, (Emerton, 1882) – USA (Espècie tipus)
- E. utibilis, Crosby & Bishop, 1933 – USA, Canadà